# Bråtberget
Bråtberget är ett naturreservat i Kinda kommun i Östergötlands län.
Området är naturskyddat sedan 2006 och är 82 hektar stort. Reservatet omfattar höjder norr om Björkern. Reservatet består i öster av ekdominerad ädellövskog och i väster av naturskogsartad barrblandskog.